# 하이호! 일곱난쟁이
《하이호! 일곱난쟁이》(영어: The 7D)는 미국의 텔레비전 애니메이션으로, 디즈니 텔레비전 애니메이션, 디지탈이메이션이 제작하고 디즈니 XD에서 방영된다. 2014년 7월 4일부터 2016년 11월 5일까지 방영되었다. 1937년 영화 《백설 공주와 일곱 난쟁이》의 일곱 난쟁이들을 새롭게 이미지화하였다. 총 44부작로 이루어져 있다.

## 출연진
- 행복이 Happy - (한국어 성우 : 이원찬)
- 심술이 Grumpy - (한국어 성우 : 이호산)
- 박사 Doc - (한국어 성우 : 황원)
- 멍청이 Dopey -
- 졸음이 Sleepy -
- 재채기 Sennzy -
- 부끄럼 Bashful - (한국어 성우 : 심규혁)
- 기쁨여왕 Queen Delightful - (한국어 성우 : 이지현)
- 스타치 보톤 경 Lord Starchbottom - (한국어 성우 : 사성웅)
- 깽깽이 경 Sir Yipsalot - (원본 성우 :빌 파머)
- 힐디 글룸 Hildy Gloom - (한국어 성우 : 박지윤)
- 그림 글룸 Grim Gloom - (한국어 성우 : 심규혁)

## 우리말 연출
- 더빙 스튜디오 : STORM
- 믹싱 스튜디오 : STORM
- 음악감독 : 박덕수
- 한국어 제작 : Disney Character Voices International,Inc.
- 기획 : 텔레비전미디어코리아 (시즌1~2) → 디즈니채널코리아(유) (시즌2)